# Lotto (film)
 For alternative betydninger, se Lotto (flertydig). (Se også artikler, som begynder med Lotto)
Lotto er en dansk film fra 2006, instrueret af Peter Schrøder med manuskript af Ina Bruhn.

## Medvirkende
- Søren Pilmark
- Thomas Bo Larsen
- Ditte Gråbøl
- Nicolaj Kopernikus
- Sofie Stougaard
- Claus Bue
- Bjarne Henriksen
- Anders Hove
- Michael Larsen